# The Rising Tied
The Rising Tied je jediné studiové album Fort Minor, vedlejšího hiphopového projektu rapera Mikea Shinody z Linkin Park. Album bylo vydáno 22. listopadu 2005 u společnosti Warner Bros. Records a Shinodova labelu Machine Shop Records.
O produkci alba se postaral sám Shinoda a výkonným producentem alba byl rapper Jay-Z. Na albu spolupracovalo mnoho Shinodových přátel (například hiphopová skupina Styles of Beyond, Jonahem Matrangou, Holly Brook a Joe Hahn), ale i undergroundoví hiphopoví a R&B umělci (například Common, John Legend, Black Thought, Lupe Fiasco, Kenna, Eric Bobo, Sixx John a Celph Titled).
Z alba vzešly čtyři singly: „Petrified“, „Remember the Name“, „Believe Me“ a „Where'd You Go“.

## Seznam skladeb
| Pořadí         | Název                                                            | Délka |
| -------------- | ---------------------------------------------------------------- | ----- |
| 1.             | "Introduction"                                                   | 0:43  |
| 2.             | "Remember the Name" (feat. Styles of Beyond)                     | 3:50  |
| 3.             | "Right Now" (feat. Black Thought z The Roots a Styles of Beyond) | 4:14  |
| 4.             | "Petrified"                                                      | 3:40  |
| 5.             | "Feel Like Home" (feat. Styles of Beyond)                        | 3:53  |
| 6.             | "Where'd You Go" (feat. Holly Brook a Jonah Matranga)            | 3:51  |
| 7.             | "In Stereo"                                                      | 3:29  |
| 8.             | "Back Home" (feat. Common a Styles of Beyond)                    | 3:44  |
| 9.             | "Cigarettes"                                                     | 3:39  |
| 10.            | "Believe Me" (feat. Eric Bobo a Styles of Beyond)                | 3:42  |
| 11.            | "Get Me Gone"                                                    | 1:56  |
| 12.            | "High Road" (feat. John Legend)                                  | 3:16  |
| 13.            | "Kenji"                                                          | 3:51  |
| 14.            | "Red to Black" (feat. Kenna, Jonah Matranga a Styles of Beyond)  | 3:11  |
| 15.            | "The Battle" (feat. Celph Titled)                                | 0:32  |
| 16.            | "Slip Out the Back" (feat. Joe Hahn)                             | 3:57  |
| Celková délka: | Celková délka:                                                   | 51:28 |

| Bonusové skladby speciální edice | Bonusové skladby speciální edice                                        | Bonusové skladby speciální edice |
| Pořadí                           | Název                                                                   | Délka                            |
| -------------------------------- | ----------------------------------------------------------------------- | -------------------------------- |
| 1.                               | "[Silence]"                                                             | 0:04                             |
| 2.                               | "[Silence]"                                                             | 0:04                             |
| 3.                               | "Be Somebody" (feat. Lupe Fiasco, Holly Brook a Tak z Styles of Beyond) | 3:15                             |
| 4.                               | "There They Go" (feat. Sixx John)                                       | 3:17                             |
| 5.                               | "The Hard Way" (feat. Kenna)                                            | 3:54                             |

| Speciální edice bonusového DVD | Speciální edice bonusového DVD  | Speciální edice bonusového DVD |
| Pořadí                         | Název                           | Délka                          |
| ------------------------------ | ------------------------------- | ------------------------------ |
| 1.                             | "The Making of The Rising Tied" |                                |

| Bonusové skladby v edici Tour | Bonusové skladby v edici Tour   | Bonusové skladby v edici Tour |
| Pořadí                        | Název                           | Délka                         |
| ----------------------------- | ------------------------------- | ----------------------------- |
| 1.                            | "Petrified" (Los Angeles Remix) | 3:32                          |

| Vylepšený obsah CD | Vylepšený obsah CD              | Vylepšený obsah CD |
| Pořadí             | Název                           | Délka              |
| ------------------ | ------------------------------- | ------------------ |
| 1.                 | The Making of "Petrified" video |                    |
| 2.                 | "Petrified" video               |                    |
| 3.                 | Extras - Wallpapers             |                    |
| 4.                 | Weblink - bonus online material |                    |

| 2023 vinylová reedice/digitální deluxe edice | 2023 vinylová reedice/digitální deluxe edice                               | 2023 vinylová reedice/digitální deluxe edice |
| Pořadí                                       | Název                                                                      | Délka                                        |
| -------------------------------------------- | -------------------------------------------------------------------------- | -------------------------------------------- |
| 1.                                           | "Be Somebody" (feat. Lupe Fiasco, Holly Brook and Tak of Styles of Beyond) | 3:15                                         |
| 2.                                           | "There They Go" (feat. Sixx John)                                          | 3:17                                         |
| 3.                                           | "The Hard Way" (feat. Kenna)                                               | 3:54                                         |
| 4.                                           | "Welcome"                                                                  | 3:36                                         |
| 5.                                           | "Petrified" (Los Angeles Remix)                                            | 3:32                                         |
| Celková délka:                               | Celková délka:                                                             | 1:09:02                                      |

## Personál
- Produkoval a mixoval Mike Shinoda

- Inženýr: Mark Kiczula

- Mastering: Brian „Big Bass“ Gardner v Bernie Grundman Mastering

- Výkonný producent: Shawn „Jay-Z“ Carter

- Všechny instrumentální části napsal a zahrál Mike Shinoda, kromě:

- Smyčce ve skladbách „Remember the Name“, „Feel Like Home“, „Cigarettes“ a „Slip Out the Back“ aranžoval David Campbell

- Sbor ve skladbách „Where'd You Go“, „Cigarettes“, „Kenji“ a „Slip Out the Back“, jehož autorem je Bobbie Page pro Page LA Studio Voices

- Latinské perkuse ve skladbě „Believe Me“ od Bobo z Cypress Hill

- Scratching na „Feel Like Home“ od DJ Cheapshota ze Styles of Beyond

- Scratching na „Slip Out the Back“ od Joe Hahna z Linkin Park

- Nahráno ve Stockroom a NRG Studios

- Kreativní režie: Mike Shinoda

- Výtvarné vedení a design: Frank Maddocks

- Grafická úprava: Mike Shinoda

- Další výtvarné návrhy a logo: Frank Maddocks a Jackson Chandler

- Fotograf: Greg Watermann

## Umístění
| Hitparáda      | Pozice |
| -------------- | ------ |
| Austrálie      | 55     |
| Rakousko       | 37     |
| Německo        | 79     |
| Francie        | 151    |
| Řecko          | 18     |
| Japonsko       | 14     |
| Nový Zéland    | 22     |
| Švýcarsko      | 42     |
| Velká Británie | 16     |
| USA            | 51     |

## Certifikát
| Název     | Certifikát | Prodané kusy |
| --------- | ---------- | ------------ |
| Austrálie | Gold       | 35,000^      |
| Japonsko  | Gold       | 100,000^     |
| USA       | Platinum   | 1,000,000‡   |